# Harvard Club of New York
El Harvard Club of New York City  es un edificio histórico ubicado en Nueva York, Nueva York. El Harvard Club of New York City se encuentra inscrito  en el Registro Nacional de Lugares Históricos desde el 28 de marzo de 1980. 

## Ubicación
El Harvard Club of New York City se encuentra dentro del condado de Nueva York en las coordenadas 40°45′18″N 73°58′53″O / 40.755, -73.981389.